# Thrasops
Thrasops is een geslacht van slangen uit de familie toornslangachtigen (Colubrinae) en de onderfamilie Colubrinae.

## Naam en indeling
De wetenschappelijke naam van de groep werd voor het eerst voorgesteld door Edward Hallowell in 1940. Er zijn vier soorten die voorkomen in delen van Afrika.
Een aantal soorten werd eerder tot andere geslachten gerekend, zoals Dendrophis, Hapsidophrys en Rhamnophis.

### Soorten
Het geslacht omvat de volgende soorten, met de auteur en het verspreidingsgebied.
| Naam                                      | Auteur          | Verspreidingsgebied |
| ----------------------------------------- | --------------- | --- |
| Geelkeelboomslang (Thrasops flavigularis) | Hallowell, 1852 | Nigeria, Gabon, Kameroen, Congo-Kinshasa, Congo-Brazzaville                                                                                          |
| Zwarte boomslang (Thrasops jacksonii)     | Günther, 1895   | Tanzania, Kenia, Oeganda, Rwanda, Burundi, Congo-Kinshasa, Congo-Brazzaville, Angola, Zambia, Kameroen, Gabon, Soedan, Centraal-Afrikaanse Republiek |
| Thrasops occidentalis                     | Parker, 1940    | Guinee, Ivoorkust, Ghana, Togo, Senegal, Sierra Leone, Liberia, Nigeria                                                                              |
| Thrasops schmidti                         | Loveridge, 1936 | Kenia |

## Verspreiding en habitat
Alle soorten komen voor in delen van Afrika en leven in de landen Tanzania, Kenia, Oeganda, Rwanda, Burundi, Congo-Kinshasa, Congo-Brazzaville, Angola, Zambia, Kameroen, Gabon, Guinee, Soedan, Ivoorkust, Ghana, Togo, Senegal, Sierra Leone, Liberia, Nigeria en de Centraal-Afrikaanse Republiek.
De habitat bestaat uit vochtige tropische en subtropische bossen, zowel in laaglanden als in bergstreken.

## Beschermingsstatus
Door de internationale natuurbeschermingsorganisatie IUCN is aan twee soorten een beschermingsstatus toegewezen. Een soort wordt gezien als 'veilig' (Least Concern of LC) en een soort als 'bedreigd' (Endangered of EN).